# Hedycarya
Hedycarya es un género con 41 especies de plantas de flores perteneciente a la familia Monimiaceae. Son nativas de Nueva Caledonia, Nueva Zelanda, Australia y Fiyi.

## Especies seleccionadas
- Hedycarya alternifolia
- Hedycarya angustifolia
- Hedycarya aragoensis
- Hedycarya arborea
- Hedycarya australasica
- Hedycarya badaunii
- Hedycarya balansaei
- Hedycarya bengalensis
- Hedycarya caledonica
- Hedycarya chrysophylla
- Hedycarya comptonii